# San Pedro Nopala
San Pedro Nopala là một đô thị thuộc bang Oaxaca, México. Năm 2005, dân số của đô thị này là 834 người.